# Tacca ampliplacenta
Tacca ampliplacenta là một loài thực vật có hoa trong họ Dioscoreaceae. Loài này được L.Zhang & Q.J.Li mô tả khoa học đầu tiên năm 2008.